# Pride and Glory - Il prezzo dell'onore
Pride and Glory - Il prezzo dell'onore (Pride and Glory) è un film del 2008 diretto da Gavin O'Connor.
Il film, presentato in concorso al Festival Internazionale del Film di Roma 2008, è stato distribuito nelle sale italiane il 31 ottobre 2008.

## Trama
Ray Tierney è un agente di polizia di New York. Una sera va a una partita di football fra i poliziotti di New York e quelli di Detroit, dove si trovano anche suo fratello Francis, anch'egli poliziotto, e sua sorella Megan con i suoi nipotini. Subito dopo la fine della partita Francis riceve una chiamata in cui viene informato che 4 suoi agenti sono stati uccisi in un raid a Washington Heights; Francis e Ray, assieme al loro cognato Jimmy Egan, anch'egli poliziotto del NYPD, si recano subito sul luogo del massacro e vedono un bagno di sangue. Iniziando le indagini, Ray scopre che uno spacciatore di droga, nonostante fosse ferito, è riuscito a scappare. In un negozio, Ray interroga un bambino ispanico di nome Manny, che gli dice di aver visto quell'uomo correre in strada e salire in macchina, e riconosce l'identikit che Ray gli mostra: il colpevole si chiama Angel Tezo.
Jimmy scopre che il luogotenente di Tezo, Coco Dominguez, è a New York dalla sua famiglia; fa irruzione nel suo appartamento e lo picchia per farsi dire dov'è Tezo. Arrivato nel posto indicato, Ray chiama i rinforzi, avendo udito degli spari provenire dall'edificio. Entrato nel palazzo trova Jimmy con gli agenti Eddie Carbone e Kenny Dugan, che si scoprono essere corrotti e responsabili del massacro dei loro colleghi, che stanno torturando Tezo, che muore ucciso da alcuni colpi di pistola sparati da Jimmy con la pistola sottratta a Ray sul momento.
Ray e Jimmy, vengono convocati dagli Affari Interni per depositare le loro versioni sulla morte di Tezo. Ray afferma di non aver sparato a Tezo, ma non dice che è stato Jimmy. Quest'ultimo invece afferma che è stato Ray a sparare. La commissione, credendo a Jimmy, arresta Ray.
Francis riceve la chiamata delle sommosse nel quartiere abitato dagli ispanici ed è costretto ad andare sul luogo mentre Ray va da Jimmy. Alla fine Francis arresta Kenny, evitando così che la folla lo uccida; intanto Ray e Jimmy si prendono a pugni, e Jimmy sta quasi per ucciderlo, strangolandolo ma Ray riesce a liberarsi e a stenderlo. Portandolo ammanettato alle volanti della polizia di suo fratello, i due si imbattono in un gruppo di ispanici, capeggiati da Coco. Riconoscendo Jimmy, gli uomini vogliono ucciderlo; Ray tenta di fermarli ma sono in troppi e Jimmy, pervaso dai sensi di colpa per aver disonorato la propria famiglia e vedendo ormai prossima la sua fine, si lascia ammazzare.

## Produzione
Gavin O'Connor ha scritto la sceneggiatura assieme a Joe Carnahan, ma aveva iniziato a scrivere lo script assieme al fratello Greg nel 1999, poco dopo il completamento di In cerca d'amore. I fratelli O'Connor hanno scritto una storia dai tratti personali, rendendo omaggio al padre, detective della polizia di New York.
La stesura della sceneggiatura subì notevoli ritardi allungando sempre di più i tempi di produzione, O'Connor sostenne che una delle cause primarie per il ritardo furono gli attentati dell'11 settembre 2001, che resero poco opportuno, in quel periodo, affrontare il tema della corruzione nel corpo della polizia.
Finalmente nel dicembre del 2007 la New Line Cinema avviò la produzione della pellicola, con parte del cast cambiato, Nick Nolte fu sostituito da Jon Voight per interpretare il patriarca di una famiglia di poliziotti.